# Riga evangelisk-lutherska ärkestift
För det medeltida furstärkebiskopsdömet, se Ärkebiskopsdömet Riga.
Riga ärkestift är ett stift inom Lettlands evangelisk-lutherska kyrka, inrättat 1922.
Ärkebiskopen är ordförande i biskopskollegiet, synoden (kyrkomötet), och konsistoriet (domkapitlet) i Lettlands evangelisk-lutherska kyrka. Efter ärkebiskop Kārlis Gailītis plötsliga död 1992, hölls ett särskilt kyrkomöte (synod) 1993 då nuvarande ärkebiskop Jānis Vanags valdes. Han biskopsvigdes 29 augusti 1993, av den dåvarande ärkebiskop av Uppsala Bertil Werkström. Som alla biskopar i Lettlands evangelisk-lutherska kyrka är han i tjänst så länge han lever om han inte själv väljer att gå i pension.
Ärkestiftet motsvarade hela Lettland när det återinfördes 1922. 2007 skapades två nya stift i Liepaja och Daugavpils.

## Lista över ärkebiskopar i Riga
Ärkebiskopar i Riga sedan stiftet återinrättades på 1900-talet. Medeltida katolska biskopar är inte med i listan.
- 1922 - 1933 - Kārlis Irbe
- 1933 - 1944 - Teodors Grīnbergs
- 1948 - 1968 - Gustavs Tūrs
- 1969 - 1985 - Jānis Matulis
- 1986 - 1989 - Ēriks Mesters
- 1989 - 1992 - Kārlis Gailītis
- 1993 - Jānis Vanags